# Pognamadéni
Pognamadéni est une commune rurale située dans le département de Manni de la province de la Gnagna dans la région de l'Est au Burkina Faso.

## Santé et éducation
Le centre de soins le plus proche de Pognamadéni est le centre médical de Manni.